# Приріт білобокий
Приріт білобокий (Batis molitor) — вид горобцеподібних птахів прирітникових (Platysteiridae).

## Поширення

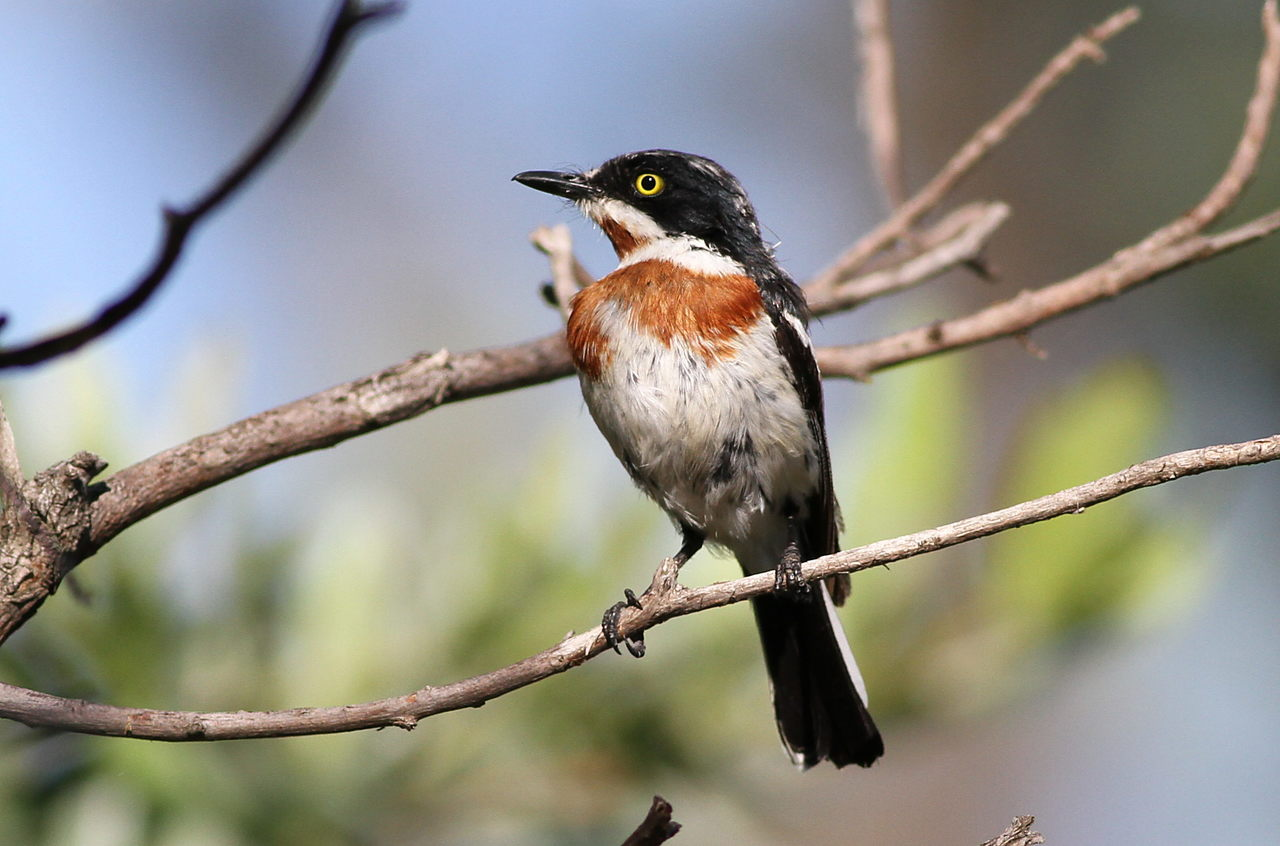
Самиця

Вид поширений в Південній Африці від Габону, ДР Конго, Південного Судану та Кенії на південь до східної частини ПАР. Мешкає у лісистій савані, лісах міомбо, бушвельді та скребі.

## Опис
Птах завдовжки 12–13 см. На обличчі є чорна маска з білим окуляром, верх голови сірий, горло біле. Верхня частина тіла темно-сіра з помітною білою смужкою крил. Нижня частина тіла біла з чорною грудкою у самців. У самиць каштанова грудка та каштанова пляма на горлі. Очі жовті, ноги і дзьоб чорні.